# Fruchtbarkeitskult
Fruchtbarkeitskult, auch Fruchtbarkeitsritual, ist ein gesellschaftlich organisiertes Ritual, das zur Förderung der menschlichen Fruchtbarkeit, des Pflanzenwachstums oder zur Vermehrung des Viehbestandes durchgeführt und dem meist eine magische Wirkung zugesprochen wird. Die unterschiedlichen Kulte können als Fruchtbarkeitstänze, Analogiezauber, Opfer oder mittels Berührungen praktiziert werden. Die Termine für Regenmacherzeremonien, Drachentänze und andere Fruchtbarkeitskulte orientieren sich am jahreszeitlichen Ablauf der Natur.

## Beispiele für Fruchtbarkeitstänze
Eine auf das 4. Jahrtausend v. Chr. datierte Höhlenmalerei aus der Roca del Moros in der spanischen Comarca Garrigues wird als eine der ältesten Überlieferungen eines Fruchtbarkeitstanzes gedeutet und als danza fálica („phallischer Tanz“) bezeichnet.
Der Obando-Fruchtbarkeitstanz ist ein philippinisches Tanzritual. Jedes Jahr im Mai tanzen die Männer, Frauen und Kinder aus Obando in der Provinz Bulacan auf den Straßen in Begleitung von Musikinstrumenten aus Bambus. Sie tragen traditionelle Tanzkostüme und ehren Bilder der Schutzpatrone San Pascual (St. Paschal), Santa Clara (St. Claire) und Nuestra Señora de Salambao (Unsere liebe Frau von Salambao). Beim Tanzen singen sie das Lied Santa Clara Pinung-Pino.
Jedes Jahr im Frühling wird von den Chaouia-Berbern in Ostalgerien ein Fruchtbarkeitsfest mit dem Abdaoui-Tanz veranstaltet.
Der orientalische Bauchtanz könnte sich mit seiner Nachahmung des Geschlechtsaktes in Form von Beckenkreisen und anderen erotischen Bewegungen aus Fruchtbarkeitstänzen entwickelt haben.
Bei Tänzen zur Brautwerbung auf den Trobriand-Inseln in Papua-Neuguinea wurde der Trobriand-Tanzschild genutzt.